# Provinsen Lillepolen
Provinsen Lillepolen (polsk: Prowincja małopolska, latin: Polonia Minor) var en administrativ del af Kongeriget Polens krone fra 1569 til 1795 og den største provins i Den polsk-litauiske realunion. Navnet på provinsen kommer fra det historiske land Lillepolen. Navnet på provinsen antydede ikke dens størrelse, men snarere dens mindre anciennitet.
Provinsen havde to administrative sæder, et i Sudova Vyshnia for ruthenske lande, og et i Nowe Miasto Korczyn for polske lande. Provinsen bestod af 11 voivodskaber og et hertugdømme.

Den polske historiker Henryk Wisner skriver i sin bog fra 2002 Rzeczpospolita Wazów. Czasy Zygmunta III i Władysława IV, at det ikke vides, hvornår den polske krones landområder blev delt i de to provinser:
"Parallelt med Kongeriget Polens krone og Storhertugdømmet Litauen eksisterede der provinser, som skulle kaldes Sejmprovinser, da de blev synlige under dets sessioner; mest under valget af <i>marskal af Sejm</i> og ved kongevalg Disse var provinser i Litauen, Storpolen og Lillepolen. Den første dækkede storhertugdømmet Litauen, de resterende to blev kunstigt lavet; det vides ikke hvem  der skabte dem, og på hvilken måde de var involveret  i oprettelsen af disse provinser".
Zygmunt Gloger giver i sin bog Historical Geography of the Lands of Old Poland (1900) denne beskrivelse af provinsen Lillepolen:
"Det egentlige Lillepolen var lavet af tre voivodskaber: Krakow, Sandomierz og Lublin, plus hertugdømmet Siewierz, købt i det 15. århundrede af biskop af Krakow Zbigniew Olesnicki . Til Lillepolen hørte desuden tretten byer i Spiš, der ligger på den anden side afKarpaterne. Samlet havde Lillepolen et areal på 1.046 sq. miles, hvilket var 6 sq. mile mindre end Storpolen. I midten af 1500-tallet havde de tre voivodskaber i Lillepolen (uden Siewierz og Spis) 922 romersk-katolske sogne, 205 byer og 5.500 landsbyer.
Stedet for kronretten for den lillepolske provins var hovedsageligt i Lublin og Łuck (Lutsk), efter 1590 kun i Lublin, efter en kort periode i Lwów (Lviv), og igen efter 1768 kun Lublin.
De fire mest indflydelsesrige kongebyer, Kraków, Lwów, Lublin og Kamieniec Podolski, havde stemmeret under det kongevalg sammen med adelen.

## Provinsen Lillepolen
Efter Lublinunionen i 1569 blev landene Røderusland, Volhynien, Podolien og Ukraine føjet til Kronen, der sluttede sig til provinsen Lillepolen. Som et resultat bestod Lillepolen af elleve voivodskaber, tre hertugdømmer og tre lande.
1. Bełz voivodskab (województwo bełzkie, Bełz [i dag Belz, Ukraine])
2. Bracław voivodskab (województwo bracławskie, Bracław [Bratslav])
3. Czernihów voivodskab (województwo czernichowskie, Czernihów [Tjernihiv])
4. Kijów Tjernihiv (województwo kijowskie, Kijów [Kiev])
5. Kraków Tjernihiv (województwo krakowskie, Kraków), sammen med hertugdømmerne Oświęcim, Siewierz, Zator og Ældstedømmet Spisz .
6. Lublin voivodskab (województwo lubelskie, Lublin ), sammen med Łuków-landet ,
7. Podlaskie voivodskab (województwo podlaskie, Drohiczyn )
8. Podole voivodskab (województwo podolskie, Kamieniec Podolski [ Kamianets-Podilskyi ])
9. Ruś voivodskab (województwo ruskie, Lwów [Lviv]), sammen med Chełm Land og Halicz Land ( Halych ),
10. Sandomierz voivodskab (województwo sandomierskie, Sandomierz)
11. Wołyń voivodskab (województwo wołyńskie, Łuck [Lutsk])